# Bunchosia pseudonitida
Bunchosia pseudonitida är en tvåhjärtbladig växtart som beskrevs av José Cuatrecasas. Bunchosia pseudonitida ingår i släktet Bunchosia och familjen Malpighiaceae. Inga underarter finns listade i Catalogue of Life.